# 4. Kongresswahlbezirk von Arizona
Der 4. Kongresswahlbezirk von Arizona ist ein nach der Volkszählung 1970 eingerichteter Kongresswahlbezirk im US-Bundesstaat Arizona. Er umfasst große Teile des ländlich geprägten Westens des Bundesstaats und gilt als Hochburg der Republikaner. Er wird derzeit vom Republikaner Paul Gosar vertreten.

## Charakteristik
Der Wahlbezirk umfasste bis zum Neuzuschnitt (Redistricting) der Kongresswahlbezirke 2013 (nach dem United States Census 2010) den südlichen Teil der Stadt Phoenix und einige seiner Vororte, einschließlich Teilen von Glendale. Dieser Latino-dominierte Wahlbezirk deckt den größten Teil der Innenstadt von Phoenix und den älteren Teil von Glendale ab und war der am meisten der Demokratischen Partei zugeneigte Distrikt in Arizona. Gleichzeitig wies der Wahlbezirk den höchsten Anteil aller Wahlbezirke in dem Bundesstaat an Afroamerikanern auf. Außerdem war hier die Anteil der Rentner am niedrigsten. Er hatte zuletzt einen Cook Partisan Voting Index von D+13 und wurde bis 2013 vom demokratischen Abgeordneten Ed Pastor repräsentiert.
John Kerry erhielt bei der Präsidentschaftswahl 2004 in diesem Bezirk 62 Prozent der Stimmen. 2008 erreichte Barack Obama hier 65,73 Prozent der Stimmen, was sein bestes und John McCains schlechtestes Ergebnis im Bundesstaat war.
Nach dem Neuzuschnitt der Wahlkreise wurde der 4. Kongresswahlbezirk in eine andere Region des Bundesstaates verlegt, nämlich statt des Südens der Metropole Phoenix in den ländlichen Westen Arizonas. Die Bevölkerungszusammensetzung änderte sich stark; waren im 4. Kongresswahlbezirk bis 2013 etwa 29 Prozent der Einwohner Weiße, sind es seitdem knapp 89 Prozent. Der Cook Partisan Voting Index änderte sich zu R+21.

## Wahlen
| Ergebnisse der Präsidentschaftswahlen | Ergebnisse der Präsidentschaftswahlen | Ergebnisse der Präsidentschaftswahlen |
| ------------------------------------- | ------------------------------------- | ------------------------------------- |
| Jahr                                  | Amt                                   | Ergebnis                              |
| 2020                                  | Präsident                             | Trump 68 – 31 %                       |
| 2016                                  | Präsident                             | Trump 68 – 28 %                       |
| 2012                                  | Präsident                             | Romney 67 – 31 %                      |
| 2008                                  | Präsident                             | Obama 66 - 33 %                       |
| 2004                                  | Präsident                             | Kerry 62 - 38 %                       |
| 2000                                  | Präsident                             | Gore 62 - 34 %                        |

## Liste der bisherigen Abgeordneten des Wahlkreises im US-Repräsentantenhaus
Arizona begann nach dem United States Census 1970 mit der Entsendung eines vierten Abgeordneten in das Repräsentantenhaus der Vereinigten Staaten, erstmals von 1973 an.
| Representative       | Partei       | Jahre                           | Kongress  | Countys                                                                          | Beschreibung                                                | Anmerkung                                                      |
| -------------------- | ------------ | ------------------------------- | --------- | -------------------------------------------------------------------------------- | ----------------------------------------------------------- | -------------------------------------------------------------- |
| John Bertrand Conlan | Republikaner | 3. Januar 1973–3. Januar 1977   | 93.-94.   | Apache, Gila, Graham, Greenlee, Navajo, Maricopa (Teil), Pinal (Teil)            | östliches Arizona, einschließlich Teilen von Metro Phoenix  | Rücktritt, um für den US-Senat zu kandidieren.                 |
| Eldon Rudd           | Republikaner | 3. Januar 1977 – 3. Januar 1983 | 95.–97.   | Apache, Gila, Graham, Greenlee, Navajo, Maricopa (Teil), Pinal (Teil)            | östliches Arizona, einschließlich Teilen von Metro Phoenix  | nicht wieder angetreten                                        |
| Eldon Rudd           | Republikaner | 3. Januar 1983 – 3. Januar 1987 | 98.–99.   | Apache, Navajo, Gila (Teil), Graham (Teil), Maricopa (Teil)                      | östliches Arizona, einschließlich Teilen von Metro Phoenix  | nicht wieder angetreten                                        |
| Jon Kyl              | Republikaner | 3. Januar 1987 – 3. Januar 1993 | 100.–102. | Apache, Navajo, Gila (Teil), Graham (Teil), Maricopa (Teil)                      | östliches Arizona, einschließlich Teilen von Metro Phoenix  | Rücktritt, um für den US-Senat zu kandidieren                  |
| Jon Kyl              | Republikaner | 3. Januar 1993 – 3. Januar 1995 | 103.      | Maricopa (Teil)                                                                  | Teile von Metro Phoenix                                     | Rücktritt, um für den US-Senat zu kandidieren                  |
| John Shadegg         | Republikaner | 3. Januar 1995 – 3. Januar 2003 | 104.–107. | Maricopa (Teil)                                                                  | Teile von Metro Phoenix                                     | Redistricted zum 3. Kongresswahlbezirk Arizonas                |
| Ed Pastor            | Demokraten   | 3. Januar 2003 – 3. Januar 2013 | 108.–112. | Maricopa (Teil)                                                                  | Teile von Metro Phoenix                                     | Redistricted vom 2. Kongresswahlbezirk Arizonas                |
| Paul Gosar           | Republikaner | 3. Januar 2013 –                | 113.–117. | Gila (Teil), La Paz, Maricopa (Teil), Mohave (Teil), Yavapai (Teil), Yuma (Teil) | Große Teile des ländlichen (Nord-)Westens des Bundesstaates | Redistricted vom 1. Kongresswahlbezirk Arizonas, Mandatsträger |

## Wahlergebnisse

### 1998
| Partei                 | Kandidat     | Stimmen | %  |
| ---------------------- | ------------ | ------- | -- |
| Republikanische Partei | John Shadegg | 88.716  | 65 |
| Demokratische Partei   | Eric Ehst    | 43.820  | 32 |

### 2000
| Partei                 | Kandidat              | Stimmen | %  |
| ---------------------- | --------------------- | ------- | -- |
| Republikanische Partei | John Shadegg          | 128.722 | 64 |
| Demokratische Partei   | Benjamin H. Jankowski | 66.312  | 33 |

### 2002
| Partei                 | Kandidat         | Stimmen | %  |
| ---------------------- | ---------------- | ------- | -- |
| Demokratische Partei   | Ed Pastor        | 36.687  | 67 |
| Republikanische Partei | Jonathon Barnert | 15.405  | 28 |
| Libertäre Partei       | Amy Gibbons      | 2.688   | 5  |

### 2004
| Partei                 | Kandidat    | Stimmen | %  |
| ---------------------- | ----------- | ------- | -- |
| Demokratische Partei   | Ed Pastor   | 77.150  | 70 |
| Republikanische Partei | Don Karg    | 28.238  | 26 |
| Libertäre Partei       | Gary Fallon | 4.639   | 4  |

### 2006
| Partei                 | Kandidat       | Stimmen | %     |
| ---------------------- | -------------- | ------- | ----- |
| Demokratische Partei   | Ed Pastor      | 56.464  | 72,86 |
| Republikanische Partei | Don Karg       | 18.627  | 23,57 |
| Libertäre Partei       | Ronald Harders | 2.770   | 3,57  |

### 2008
| Partei                 | Kandidat       | Stimmen | %     |
| ---------------------- | -------------- | ------- | ----- |
| Demokratische Partei   | Ed Pastor      | 89-721  | 72,11 |
| Republikanische Partei | Don Karg       | 26.435  | 24,2  |
| Grüne Partei           | Rebecca DeWitt | 4.644   | 3,59  |
| Libertäre Partei       | Joe Cobb       | 3.807   | 3,06  |

### 2010
| Partei                 | Kandidat        | Stimmen | %     |
| ---------------------- | --------------- | ------- | ----- |
| Demokratische Partei   | Ed Pastor       | 61.524  | 66,94 |
| Republikanische Partei | Janet Contreras | 25.300  | 27,53 |
| Libertäre Partei       | Joe Cobb        | 2.718   | 2,96  |
| Grüne Partei           | Rebecca DeWitt  | 2.365   | 2,57  |

### 2012
| Partei                 | Kandidat         | Stimmen | %     |
| ---------------------- | ---------------- | ------- | ----- |
| Republikanische Partei | Paul Gosar       | 162.907 | 66,83 |
| Demokratische Partei   | Johnnie Robinson | 69.154  | 28,37 |
| Libertäre Partei       | Joe Pamelia      | 9.306   | 3,82  |
| Americans Elect        | Richard Grayson  | 2.393   | 0,98  |

### 2014
| Partei                 | Kandidat      | Stimmen | %    |
| ---------------------- | ------------- | ------- | ---- |
| Republikanische Partei | Paul Gosar    | 122.560 | 70,0 |
| Demokratische Partei   | Mikel Weisser | 45.179  | 25,8 |
| Libertäre Partei       | Chris Rike    | 7.440   | 4,2  |

### 2016
| Partei                 | Kandidat      | Stimmen | %    |
| ---------------------- | ------------- | ------- | ---- |
| Republikanische Partei | Paul Gosar    | 203.487 | 71,5 |
| Demokratische Partei   | Mikel Weisser | 81.296  | 28,5 |

### 2018
| Partei                 | Kandidat    | Stimmen | %    |
| ---------------------- | ----------- | ------- | ---- |
| Republikanische Partei | Paul Gosar  | 188.842 | 68,2 |
| Demokratische Partei   | David Brill | 84.521  | 30,5 |

### 2020
| Partei                 | Kandidat       | Stimmen | %    |
| ---------------------- | -------------- | ------- | ---- |
| Republikanische Partei | Paul Gosar     | 278.002 | 69,7 |
| Demokratische Partei   | Delina DiSanto | 120.484 | 30,2 |

## Belege
1. ↑  Daily Kos Elections' presidential results by congressional district for 2020, 2016, and 2012. Abgerufen am 6. Februar 2022.
2. ↑  Martis, Kenneth C., The Historical Atlas of United States Congressional Districts, 1789-1983.  New York: Macmillan Publishing, 1982.
3. ↑  Martis, Kenneth C., The Historical Atlas of Political Parties in the United States Congress, 1789-1989.  New York: Macmillan Publishing, 1989.
4. ↑   Congressional Directory: Browse 105th Congress (Memento vom 17. Februar 2011 im Internet Archive)